# فشار روانی
فشار روانی یا فشار عصبی (به انگلیسی: Psychological stress) در روان‌شناسی به معنی احساس نوعی فشار و تنش عصبی است. تنش و هر محرکی که در انسان، ایجاد تنش کند، استرس‌زا نامیده می‌شود. وقتی که نیازهای اساسی فرد تأمین نشود یا به هر دلیلی آرامش فرد به هم بخورد فرد دچار فشار روانی شده است. بیماری، طلاق، ورشکستگی، اعتیاد، شکست، اختلاف خانوادگی، لکنت زبان، مهاجرت، نقص عضو، مرگ اطرافیان و حتی دلایل بی‌اهمیت تر مثل گرسنگی و آلودگی صوتی نیز می‌تواند از دلایل فشار عصبی باشد معمولا فشار روانی علی‌رغم اضطراب که مربوط به قبل از یک مصیبت یا خطر است، پس از یک مصیبت یا خطر اتفاق می‌افتد.
مقدار کمی استرس می‌تواند دارای فوایدی از جمله افزایش تحرک و انگیزه در افراد باشد. این نوع استرس، استرس مثبت نامیده می‌شود. استرس شدید می‌تواند علاوه بر ایجاد مشکلات و بیماری‌های روانی مانند افسردگی، باعث ایجاد مشکلات بدنی مانند سردردهای تنشی و افزایش احتمال ابتلا به سرطان، سکته قلبی و سکته مغزی در افراد شود.
عامل ایجاد استرس ممکن است عاملی درونی یا عاملی محیطی باشد. این عوامل همچنین می‌تواند در افراد مختلف، متفاوت باشد و عاملی برای فردی ایجاد استرس کند؛ ولی در فرد دیگر، ایجاد استرس نکند. مشکلات مربوط به اقتصاد، کار یا تحصیل، تغییر شغل، نقل مکان به یک شهر جدید، ازدواج، بازی‌های پرتَنش، مرگ نزدیکان، و وجود یک بیماری بااهمیت در خانواده، از جمله عوامل بیرونی ایجاد فشار عصبی هستند. علائم استرسِ شامل اضطراب، مشکلات خواب، عرق کردن، از بین رفتن اشتها و مشکل در تمرکز و حافظه است.

## تأثیرات فیزیکی استرس
بدن انسان از روش‌های مختلفی به استرس و فشار عصبی واکنش نشان می‌دهد. یکی از این روش‌ها ایجاد تغییرات شیمیایی در بدن است. هانس زیله، دانشمند اهل کانادا این واکنش‌ها را در سه مرحله به شرح زیر تقسیم‌بندی کرده‌است.
- واکنش اخطار: از نظر فیزیولوژیک خبر ناگوار پس از شنیده شدن، به صورت اعلام خطر در مغز، ثبت می‌شود. با فعال شدن دستگاه عصبی سمپاتیک، غدهٔ هیپوتالاموس، احساسات و عواطف این خبر را تفسیر می‌کند. هیپوتالاموس اخطار الکتروشیمیایی به هیپوفیز در مرکز جمجمه می‌فرستد، غدد هیپوفیز آغاز به ترشح هورمون محرک قشر غدد فوق‌کلیوی می‌کند، این غدد، فعال شده و آدرنالین، کورتیزول و نوراپی‌نفرین را ترشح کرده و به جریان خون می‌ریزند و به این وسیله پیام‌هایی به سایر غدد و اندام‌ها در سراسر بدن ارسال می‌شود.[۵] در نتیجه، طحال برای عمل بسیج شده، گلبول‌های قرمز اضافی وارد جریان خون می‌شوند، اکسیژن و غذای اضافی وارد سلول‌های بدن می‌شود، قدرت لخته شدن خون ازدیاد می‌یابد، کبد، مواد قندی و ویتامین‌ها را رها می‌سازد، ضربان قلب بیشتر می‌شود، تنفس تغییر می‌کند. خون از پوست و احشا به ماهیچه‌ها و مغز، جاری می‌شود، دست‌ها و پاها سردتر می‌شوند و کل بدن انسان به‌صورت آماده برای حمله یا فرار در می‌آید.[۱۱]
- گام مقاومت: طی این مرحله که ممکن است از چند ساعت تا چند روز به طول انجامد، بدن عملاً برای مبارزه با عامل فشار، بسیج است که اگر برای مدتی طولانی همچنان بسیج بماند، ذخایرش به تدریج تخلیه می‌شود؛ مانند کشوری که در حال جنگ است و توان خود را صرف می‌کند و ذخایرش به تدریج، تمام می‌شود.
- گام فرسودگی: بدین معناست که انرژی بدن، تمام شده و تا حد زیادی در برابر بیماری‌ها و بد کار کردن اعضایش آسیب‌پذیر شده‌است. این همان جایی است که بیماری‌ها آغاز به تظاهر می‌کنند و ممکن است از اضطراب، افسردگی، خستگی، عصبانیت، وسواس، پیری زودرس و سرماخوردگی، بی‌اشتهایی، سوءهاضمه، سردرد، فشار خون بالا، سکته قلبی، روماتیسم، میگرن و آنفلوانزا آغاز به تظاهر کند.

## چند مطلب در رابطه با تنیدگی
1. بدن انسان در مقابله با تنیدگی از الگوی مشخصی پیروی و فرایند عصبی شیمیایی، معینی را طی می‌کند، رویدادهای هیجان‌آور خوشایند همان اندازه واکنش در بدن به وجود می‌آورند که رویدادهای ناخوشایند می‌توانند ایجاد کنند، یک خبر بسیار هیجان‌آور، همان اندازه استرس ایجاد می‌کند که یک خبر بد ایجاد می‌کند.
2. تنیدگی‌های شدید و طولانی در همه حال باعث از پا درآمدن فرد نمی‌شوند و افراد در بعضی موارد می‌توانند با عوامل استرس‌زا سازگار شوند. نمونهٔ آن خو گرفتن افراد در شرایط سخت و طاقت‌فرسا مثل دوران اسارت یا خو گرفتن به کاری سخت و طاقت‌فرسا مثل شغل آتشکاری در ذوب‌آهن است.
3. این افراد با وجود سازگاری با شرایط استرس‌زا نمی‌توانند از آثار زیان‌بار آن صددرصد مصون بمانند و دچار مشکلات جسمانی، روانی، عاطفی و اجتماعی می‌شوند؛ مثلاً فردی که مدت زیادی در اسارت است یا فردی که تحت شرایط بدی در معدن تاریک و دورافتاده‌ای کار می‌کند، بعد از مدتی دچار ناراحتی‌های روانی و عاطفی و نیز پیری زودرس می‌شود.
4. بدن انسان وقتی چیزی را تنیدگی تلقی کرده و به آن واکنش نشان می‌دهد که ذهن انسان به آن مارک استرس زده و در واقع پیش‌تر آن را شناخته باشد.
5. نوع پاسخ افراد به استرس نیز به ویژگی‌های شخصیتی، مسائل فرهنگی، شرایط زندگی و تجربه‌های افراد بر می‌گردد.[۱۲]

## نشانه‌های استرس
کم‌حوصلگی، سردرد، تغییر ضربان قلب، خستگی جسمی، خشم و پرخاشگری، بی‌خوابی، فشار در سینه، اختلال گوارشی، سوزش معده، عرق کردن، خشکی دهان، بی‌اشتهایی، گرگرفتگی یا سرد شدن بدن، غمگینی، لرزش بدن، میل به سیگار، از دست دادن تمرکز، احساس سرگیجه، تغییر تنفس، تکرر ادرار، کم شدن حافظه، دردهای بدنی پراکنده، آه کشیدن، تمایل به تنهایی، آشفتگی، التهاب و نیز سرخ شدن پوست صورت…
- فیزیکی: مشکل در خوابیدن، گرفتگی عضلانی، سردرد، درد قفسهٔ سینه، ناراحتی معده، اسهال یا یبوست، افزایش ضربان قلب، دست‌های سرد و مرطوب، احساس خستگی مفرط، تنفس سریع، لرز، تیک عصبی و …
- عاطفی: اعتماد به نفس پایین، بی‌تفاوتی، تحریک‌پذیری، ترس، احساس گناه، نگرانی، عصبانی احساس اضطراب و وحشت، بی‌قراری یا افسردگی
- رفتاری: مصرف الکل یا مواد مخدر، افزایش مصرف سیگار، اختلالات خواب، کاهش حافظه، منزوی شدن، بی‌حوصلگی، علاقه نداشتن به کار، پرخاشگری، ناخن خوردن، بازی با موی سر
- شناختی: مشکل در تمرکز، افکار منفی، گیجی و اشتغال ذهنی، اشتباهات مکرر، کم دقتی، بهانه‌جویی، ناتوانی در به خاطر آوردن حوادث، ضعف در تصمیم‌گیری[۱۳]

## بیماری‌های تنیدگی
1. بیماری‌ها و اختلالاتی که استرس ایجاد می‌کند یا آن را تشدید می‌نماید، بسیارند؛ همچون: بیماری دهانی (مانند زخم دهان)، تورم گلو، سرماخوردگی و آنفلوآنزا... .
2. گوارشی همچون: تهوع، اسهال، کم‌شدن اشتها، دژگواری، سوزش معده، ورم معده، زخم معده، اختلال روده و یبوست...
3. عضلانی و مفاصل همچون: درد عضلات پشت و شانه (بدن)، کتف و کمر، مفاصل، ضایعات مفصلی و روماتیسم...
4. قلبی-عروقی همچون: درد ناحیهٔ قلب، بالا رفتن ضربان، فشار خون بالا و سختی رگ‌ها، سکته قلبی...
5. ریوی همچون: آسم، سرفه و…
6. پوستی همچون: خارش، اگزما، ریزش مو، طاسی، کچلی موضعی و اختلالات پوستی…؛ یکی از علل عمدهٔ طاسی موها، داشتن استرس است.[۱۴] نتیجهٔ یک مطالعه جدید نشان می‌دهد که پسران نوجوانی که زود دچار استرس می‌شوند، به احتمال زیاد در سال‌های آینده، با فشار خون بالا روبه‌رو می‌شوند.[۱۵]
7. تناسلی مثل تکرر ادرار، قاعدگی دردناک و ناکارآمدی جنسی
8. اختلالات روانی همچون: انواع اختلالات سوماتوفرم، روان‌تنی، اضطراب، افسردگی، وسواس و بدبینی….
9. غددی و متابولیسمی همچون: پرکاری و کم‌کاری تیروئید، مسمومیت تیروئید، بیماری دیابت، رسوب چربی و حتی بیماری‌های دشوار درمانی مانند سرطان می‌تواند در اثر زمینه‌سازی‌های استرس و فشار روانی باشد.

محققان دانشگاه استنفورد می‌گویند ترشح مداوم هورمون‌های استرس، رشد سلول‌های چربی در بدن را تقویت می‌کند. پژوهشگران می‌گویند که اثر هورمون استرس بر چاقی مانند اثر گاز در شتاب موتور یک وسیلهٔ نقلیه است. اگر به آهستگی بر پدال گاز فشار دائم وارد شود در نهایت سرعت خودرو زیاد می‌شود. اما اگر گاهی پا از روی پدال برداشته شود می‌توان سرعت وسیلهٔ نقلیه را کنترل کرد. به همین ترتیب، ترشح دائم هورمون‌های استرس باعث فعال شدن سلول‌های چربی می‌شود. این استرس‌های طولانی بر اثر مواردی مثل بی‌خوابی یا دیگر تغییرات در روال زندگی روزمره ایجاد می‌شوند.

## علل تنیدگی
علل تنیدگی را می‌توان به چند دسته تقسیم کرد:

### عوامل فردی
هر فردی در زندگی خود نقش‌هایی ایفا می‌کند، همچون: نقش پدر، همسر، رئیس، مرئوس، همکار و شهروند…، ایفای هر نقشی رفتارهای خاص خود را می‌طلبد و انتظاراتی را پدیدمی‌آورد؛ گاهی بین این نقش‌ها تضادهایی وجود دارد که ما را متحمل می‌کند.
گاهی مشخص‌نبودن نقش، باعث فشار می‌شود؛ مثلاً کاری که باید انجام دهیم، مشخص نیست و رئیس به دلیل انجام نگرفتن کار از ما عصبانی است.
گاهی تعداد نقش‌هایی که باید ایفا کنیم، زیاد و از توان ما خارج است. مسئولیت زیاد نیز خودش فشارزا است.
یکی دیگر از عوامل فردی، سن است. افراد مسن به دلیل تجربه بیشتر، فشار کمتری متحمل می‌شوند.
عامل دیگر جنسیت است. معمولاً زنان نسبت به مردان از شکیبایی بیشتری برخوردارند و تحمل بیشتری در برابر فشار دارند. رژیم غذایی نیز در تحمل ما نسبت به استرس، تأثیر دارد. بعضی از غذاها به آرامش ما و در نتیجه به تحمل ما در برابر استرس کمک خواهند کرد.

### عوامل گروهی
اولین عامل گروهی، وجود یا عدم وجود نیازهای مشترک است. هرچقدر نیازهای یک گروه مشترک و با هم نزدیک‌تر باشد، فشار کمتری متحمل می‌شود.
عامل دوم، انسجام در گروه است؛ اختلاف در داخل گروه و بین افراد با یکدیگر، فشار زیادی بر افراد، وارد می‌آورد.
مشخص نبودن و خوب تعریف نشدن نقش‌ها در داخل گروه، عامل دیگری است که هر اندازه، نقش‌ها در داخل گروه نامشخص تر باشد، فشار بیشتری بر فرد وارد خواهد آمد.

### عوامل سازمانی
نوع کار، نقشی که افراد باید ایفا کنند، خواسته‌های همکاران، ساختار سازمانی، مدیریت یا رهبری در میزان فشار وارده بر فرد دخیل‌اند.
جو حاکم بر سازمان و فرهنگ سازمان نیز با استرس رابطه دارد، اگر جو حاکم بر سازمانی مثبت باشد، افراد پرتلاش، کاری و مسؤولیت‌پذیر و خلاق فشار کمتری احساس می‌کنند.
عامل دیگر، شیوه تقسیم وظایف و شرح وظایف در سطح سازمان است که وظایف باید شفاف و مشخص بوده و قوانین دست و پاگیر نباشد؛ همچنان که اگر سبک مدیر با سلیقه کارکنان، مطابقت نداشته باشد، کارمندان، استرس بیشتری را متحمل می‌شوند. حجم کم‌کار، حجم زیاد کار، شیفت کاری، حوادث محیط کار، شرایط نامساعد محیط کار (مثل سر و صدا، حرارت، گرد و غبار، مواد شیمیایی…) احساس عدم امنیت شغلی، عدم توزیع عادلانه امکانات، اختلاف همکاران، کار در شرایط تنهایی، به چالش نگرفتن استعدادهای فرد، ارتقای بیضابطه، تصاحب پُست‌ها به‌دست افراد بیرون سازمان، همگی، فشارزا هستند.

### عوامل فراسازمانی
بعضی از عوامل فشار، به خانواده و اجتماعی که در آن زندگی می‌کنیم برمی‌گردد؛ همچون: مشکلات شغلی و اقتصادی، مشکلات سیاسی، بی‌ثباتی و ناکارآمدی قوانین، نامطمئن بودن تکنولوژی، مشکلات خانوادگی، تحصیل فرزندان، محل سکونت... ، همه می‌تواند در میزان فشاری که تحمل می‌کنیم، نقش داشته باشد.
حمایت‌های خانوادگی و فامیلی نیز در تحمل افراد در برابر فشارها نقش دارند.
مسائل سیاسی و اقتصادی نیز باعث ایجاد فشار می‌شود. رکودهای کوتاه‌مدت هم، موجب افزایش تنش می‌شود، هنگامی که سیستم‌های اقتصادی به قهقرا می‌روند، سازمان‌ها از نیروی کار خود می‌کاهند، اضافه‌کاری کاهش می‌یابد، تعدادی از کارکنان منتظر خدمات می‌مانند، حقوق‌ها کاهش می‌یابد، هفته‌های کاری کوتاه می‌گردد و از این قبیل مسائل که فشارزا هستند.

## راهکارهای مقابله با تنیدگی
- یکی از راه‌های مقابله با عوامل فشار، شهامت برخورد با واقعیت است: باید هر رویدادی را که اتفاق می‌افتد بپذیریم و پس از پذیرش در آن پدیده، به دنبال حکمت و مصلحتی باشیم و روی موضوع، بدین صورت بنگریم که چگونه از آن اتفاق به صورت مثبت، بهره‌برداری کنیم؛ یعنی همه چیز می‌تواند به یک فرصت، تبدیل شده و قابل استفاده باشد. اگر انسان نتواند واقعیت‌ها را بپذیرد و از آن، در جهت مثبت استفاده کند دچار حالتی می‌شود که اصطلاحاً به آن تحلیل‌رفتگی یا به اصطلاح عامه، بریده می‌گویند.

علائم تحلیل‌رفتگی عبارت‌اند از:
1. احساس از دست دادن کنترل کارها،
2. عدم علاقه،
3. نداشتن احساس خوبی از کار و شغل خود،
4. بها ندادن به کار،
5. احساس عدم کفایت،
6. احساس تقصیر و کوتاهی داشتن،
7. تمایل به بی‌اعتبار کردن کار،
8. احساس نامؤثر بودن،
9. کج‌خُلق شدن،
10. آداب و معاشرت را رها کردن،
11. در حالت شدید، تحلیل‌رفتگی نیز احساس قدرناشناسی از سوی دیگران، احساس اینکه فرد می‌خواهد همه چیز را رها کند و سر به بیابان بگذارد، بروز می‌یابد.

- یکی از راهکارها حمایت اجتماعی است و اینکه دوستانی داشته باشیم که با وجود کاستی‌های موجود در کارمان ما را تأیید کنند.
- یکی دیگر از راهکارها حمایت اطلاعاتی است دوستانی داشته باشیم که به ما اطلاعات بدهند یا تجربه‌های خود را در اختیار ما قرار دهند.
- حمایت‌های مالی نیز در برخی موارد می‌تواند از شدت فشار بکاهد.
- یکی دیگر از راه‌های مقابله با فشار، به وجود آوردن انطباق است. با ایجاد نگرش مثبت در خود نیز می‌توانیم خیلی از رویدادها را انگ فشار نزنیم.
- تقویت هوش هیجانی که همان توانایی اداره و به‌کارگیری صحیح احساسات در راه مثبت و سازنده است نیز به کنترل استرس، کمک می‌کند.[۱۷]

بی‌گمان، زیربنای بخش بزرگی از بیماری‌های جسمی و پریشانی‌های روانی، میزان تحمل فشار روانی و ناتوانی فرد برای مقابله با آن است؛ هر چند بسیاری از شغل‌های امروزی، فشار روانی را نیز همراه خود دارد؛ ولی دست‌اندرکاران آن می‌دانند که چگونه با چنین فشارهای تنش‌زایی مقابله کنند و با وجود محرک‌های فشارزایی که در کار روزانه با آن روبه‌رو می‌شوند، می‌دانند که چگونه از آثار زیان‌آور آن، دوری گزینند؛ اما برخی از افراد شاغل، بدین اندازه، توانایی یا امکان لازم برای مقابله یا فرار از محرک‌های تنش‌زا را ندارند و همواره در معرض این محرک‌ها هستند. چنین افرادی، گرفتار فرسودگی شغلی می‌شوند و مشکل خود را در زمینه‌های گوناگون شناختی، هیجانی و رفتاری نشان می‌دهند.
- دوری از محل اضطراب، باعث آرامش فکر شده و فرصتی برای رویارویی با مشکل، فراهم می‌آورد.
- زمانی‌که اضطراب وجود شما را فرا می‌گیرد، نفس‌های عمیق بکشید، این کار، باعث کاهش اضطراب می‌گردد.
- تمرکز بر یادگیری، بهترین راهکار است. یادگیری می‌تواند به معنای انتخاب مهارت‌های جدید، جمع‌آوری اطلاعات نو یا جستجوی چالش‌های فکری باشد. پرداختن به فعالیت‌های یادگیری، افراد در محیط کار را از تأثیرات مخرب استرس، از جمله، احساسات منفی، رفتارهای غیراخلاقی و فرسودگی شغلی، دور می‌کند.[۱۸]

## فرسودگی شغلی
فرسودگی شغلی کاهش قدرت سازگاری فرد با عوامل فشارزا و نشانگانی مرکب از خستگی جسمی و عاطفی است که به ایجاد خود پنداره و نگرش منفی و فقدان احساس ارتباط با مراجعان به هنگام انجام وظیفه، منجر می‌شود می‌نامند. از جمله عواملی که باعث فرسودگی در کار و شغل می‌گردد، می‌توان به استرس و اثرات آن در محیط کسب و کار، اشاره نمود. استرس‌های شغلی به عنوان یکی از عمده‌ترین منابع استرس در زندگی بسیاری از افراد می‌تواند موجب بروز واکنش‌هایی همچون: اضطراب، بی‌قراری، بیزاری از کار و بیماری شوند که معمول‌ترین عکس‌العمل‌های مشاهده‌شده در برابر استرس، محسوب می‌شوند. در هر حال، اضطراب، معمولاً باعث انجام اعمالی برای کاهش یا رفع تهدید می‌شود. این اعمال، ممکن است مفید باشند که در چنین مواردی، فرد از مکانیسم‌های دفاعی استفاده می‌کند؛ بنابراین، عملکرد وی از روی هوشیاری یا تعمدی است. گاه ممکن است که فرد برای رفع یا کاهش تهدید از مکانیسم‌های دفاعی استفاده کند که در این موارد، رفتار فرد، معمولاً توسط ضمیر ناخودآگاه، تعیین می‌شوند (نظیر سرکوبی یا بیرون راندن تهدید یا فکر ناراحت‌کننده از ذهن). در حالت اخیر، واکنش اضطرابی را غیرطبیعی می‌نامند؛ در چنین مواقعی، فرد مضطرب، وقایعی را که در محدوده آگاهی وی رخ می‌دهد کمتر می‌بیند یا درک می‌کند و تمام توجهش را به جزئیات حاشیه‌ای عناصر تنش‌زا معطوف می‌دارد؛ بنابراین می‌توان نتیجه گرفت افرادی که دچار اضطراب غیرطبیعی هستند در برابر استرس، حساس‌تر هستند و (من) فرد یعنی بخشی از شخصیت فرد که مسئول درک، تفکر و عملکرد وی در برابر رویدادهای خارجی یا مشکل درونی است معمولاً قادر به انجام عملکرد مناسب نیستند؛ در نتیجه، عدم تعادل، آن‌قدر ادامه می‌یابد که فرد، دچار اضطراب مزمن می‌شود؛ در چنین وضعیتی، کار در محیط‌های پراسترس، موجب قطع ارتباطات و مناسبت‌های انسانی و وقوع اشتباه‌های کاری و درگیری‌های مکرر با سایر همکاران و سرپرستان می‌شود. ادامه این روند، موجب تسریع فرسودگی شغلی می‌شود. نهایتاً به ترک حرفه می‌انجامد. بدین ترتیب، پژوهشگران همواره در صدد بودند به الگویی دست یابند که بتوانند به‌طور فراگیر، چگونگی بروز این پدیده و اثرات آن را بر فرد توجیه نمایند؛ به همین دلیل، تا کنون، تئوری‌ها و مدل‌های گوناگونی توسط پژوهشگران ارائه شده‌اند که حتی در تعدادی از آن‌ها معیارهایی معرفی شده که از دیدگاه پژوهشگران، قابلیت پیشگویی فرسودگی شغلی را دارا هستند.

## پیشایند فرسودگی شغلی
براین اساس، تئوری روان‌شناسان بر فرسودگی شغلی از دو دسته پیشایند، ناشی می‌شود.
1. عوامل سازمانی: این عوامل تا به حال توجه پژوهشی قابل ملاحظه‌ای کرده‌است. بیشترین عواملی که در تحقیقات به آن، اشاره شده‌است؛ شامل ابهام نقش، تعارض نقش و تراکم نقش است (همان منبع)تتاننذدتستیعبپبذبتیمژذبتن.

- تعارض نقش: تعارض نقش، هنگامی رخ می‌دهد که خواست‌های متناقض و نامتناقض، روی افراد، اِعمال می‌شود؛ مثلاً هنگامی که شخص دچار این وضعیت می‌شود که به او دستورهایی داده می‌شود که خارج از قلمروی مسئولیت حرفه‌ای او باشد یا هنگامی که ارزش‌های اخلاقی فرد با مدیران و سرپرستانش در تضاد باشد یا وقتی شخصی با دو یا چند نقش متناقض یا متعارض سر و کار دارد دچار تعارض نقش می‌شود.[۲۱]
- ابهام نقش: ابهام نقش به فقدان وضوح و روشنی در مورد محدودیت‌ها، هدف‌ها، وضعیت، مسئولیت و عوامل دیگری نظیر پیچیدگی تکالیف و تکنولوژی و تغییر سریع مداوم سازمان، مربوط است.
- تراکم کاری: تراکم کاری، هم شامل مؤلفه‌های کیفی و هم کمّی است. تراکم کاری کمی، شامل درخواست‌های بیش از حد که زمان کمی برای رسیدگی آن‌ها دارد و تراکم کیفی، به پیچیدگی شغلی، مربوط است.

1. عوامل درونی فرد: از جمله عواملی درون فردی ویژگی‌های شخصیتی افراد را می‌توان نام برد که می‌توانند به عنوان زمینه‌ساز فرسودگی شغلی عمل می‌کنند. در بسیاری از تحقیق‌ها تأثیر این ویژگی‌های شخصیتی مورد بررسی قرار گرفته‌است. این ویژگی‌ها شامل سرسختی روان شناختی، عزت نفس پایین، همدردی، منبع کنترل بیرونی، سبک اسنادی و تفاوت‌های فردی در انتظارهای مربوط به شغل است که با فرسودگی شغلی مرتبط است. با توجه به عوامل فوق (عوامل درون فردی) می‌توان گفت تجهیز افراد به توانایی‌های و ویژگی‌های فردی و شخصیتی می‌تواند آنان را در برابر استرس‌های محیط کار ایمن کند، از جمله ویژگی‌های شخصیتی که می‌شود نام برد سخت رویی است) با استفاده از نظریه‌های شخصیت، سازه سخت‌رویی را به عنوان مجموعه‌ای از ویژگی‌های شخصیتی تعریف می‌کنند که به عنوان یک منبع مقاومت در مواجهه با رویدادهای استرس‌زای زندگی عمل می‌کند. این متغیر شخصیتی از سه مؤلفه (وابسته به هم)، شامل کنترل، تعهد و مبارزه‌جویی، تشکیل شده‌است. کنترل، مفهوم مقابل ناتوانی، تعهد، مفهوم مقابل بیگانگی از خود، و مبارزه‌جویی، مفهوم مقابل احساس تهدید یا ترس است.[۲۲]

سخت‌رویی-پوست‌کلفتی:
افراد سخت رو کسانی هستند که در برابر اعمال و رفتار احساس تعهد کرده و معتقدند که رویدادهای زندگی قابل کنترل و پیش‌بینی هستند و بالاخره تغییر در زندگی و نیاز به انطباق با آن را نوعی شانس و مبارزه جویی برای رشد بیشتر در نظر می‌گیرند، به جای اینکه آن را تهدیدی برای زندگی خود به‌شمار آورند.
در سال‌های اخیر، توجه زیادی به سخت رویی به عنوان یک عامل تعدیل‌کننده تأثیر استرس بر سلامتی شده‌است. بر اساس نظر روانشناسان اثرهای سخت رویی بر سلامت روانی به وسیله مکانیزم‌های ارزیابی و مقابله‌ای انتقال داده می‌شود. روانشناسان خاطرنشان می‌کنند که سخت رویی با تمایل به دریافت بالقوه رویدادهای استرس زای زندگی به شیوه‌ای که کمتر تهدیدکننده باشد، ارتباط دارد. در حمایت از این عقیده یافته‌ها نشان می‌دهند که اشخاص سخت رو رویدادهای زندگی را مشابه افراد غیر سخت رو تجربه می‌کنند، اما این رویدادها را غیراسترس زا ارزیابی کرده و در مورد توانائی خود برای مقابله با آن‌ها خوشبین هستند. بر این اساس به نظر می‌رسد، سخت رویی دو مؤلفه ارزیابی را تغییر می‌دهد، ارزیابی از تهدید را کاهش داده و انتظار برای مقابله موفقیت‌آمیز با آن را افزایش می‌دهد. به نظر می‌رسد ویژگی‌های تعهد، کنترل و مبارزه جویی تأثیر اساسی بر شیوه‌های ارزیابی افراد سخت رو از رویدادهای استرس زای زندگی دارند.
در مطالعه فرایندهای ارزیابی را در افراد سخت‌رو با توجه به تجارب اخیر زندگی، مورد بررسی قرار می‌دهند. موضوع مورد بررسی، عبارت بود از: آیا افراد سخت‌رو براساس انتخاب‌ها و رفتارهایشان تمایل به مواجهه متفاوتی با تجارب زندگی دارند؟ آیا آن‌ها تجارب مشابه را متفاوت از افراد غیرسخت‌رو ارزیابی می‌کنند؟ نتایج حاکی از تفاوت معنادار بین افراد سخت‌رو و غیرسخت‌رو در ارزیابی رویدادها بود. بر این اساس، در مقایسه با افراد غیر سخت‌رو، افراد سخت‌رو درصد بیشتری از تجارب زندگی‌شان را مثبت و کاملاً تحت کنترل گزارش دادند و تنها درصد اندکی از رویدادها را کمتر قابل کنترل ارزیابی کردند. افراد سخت‌رو و غیرسخت‌رو از نظر درصد رویدادهایی که به صورت غیرقابل‌کنترل، ارزیابی کرده بودند تفاوتی نداشتند. این نتایج اشاره دارد به اینکه افراد سخت‌رو تمایل دارند رویدادهای استرس زای زندگی را به شیوه کمتر استرس‌زا ارزیابی کنند.
مطالعات دیگری برای تحقیق در زمینه سایر تفاوت‌های افراد سخت‌رو و غیر سخت‌رو از نظر فرایندهای ارزیابی انجام شده‌است.

## تشخیص
جهت تشخیص میزان فشار روانی پرسشنامه‌های مختلفی به وجود آمده‌است به عنوان مثال پرسشنامهٔ استرس تحصیلات عالی (به انگلیسی: Higher education stress inventory) یکی از پرسشنامه‌های معتبر جهت ارزیابی میزان استرس در بین دانشجویان است که در کشورهای مختلفی از آن استفاده شده‌است.